# Otospermophilus
Otospermophilus is een geslacht van zoogdieren uit de familie van de eekhoorns (Sciuridae). De wetenschappelijke naam van het geslacht werd in 1844 gepubliceerd door Johann Friedrich von Brandt.

## Soorten
Er worden 3 soorten in dit geslacht geplaatst:
- Otospermophilus beecheyi (J. Richardson, 1829) - Californische grondeekhoorn
- Otospermophilus douglasii (J. Richardson, 1829)
- Otospermophilus variegatus (Erxleben, 1777) - Rotsgrondeekhoorn